# Нагнойный, Денис Александрович
Дени́с Алекса́ндрович Нагно́йный (укр. Денис Олександрович Нагнойний; род. 3 февраля 2002, Варва, Черниговская область) — украинский футболист, защитник клуба «Металлист 1925», выступающий на правах аренды за клуб «Кудровка».

## Клубная карьера
Родился в пгт Варва, Черниговская область. Воспитанник «Европы» (Прилуки) и Харьковского государственного высшего училища физической культуры № 1.
В августе 2019 года подписал контракт с «Зарей». Выступал за юношескую команду клуба, а начиная с сезона 2020/21 годов играл и за молодёжную команду. За первую команду луганчан дебютировал 9 мая 2021 в победном (2:1) домашнем поединке 26-го тура Премьер-лиги Украины против «Александрии». Денис вышел на поле на 70-й минуте, заменив Максима Лунёва.
4 августа 2022 года забил победный гол в ворота «Университатя» (Крайова, Румыния) в первом матче 3-го квалификационного раунда Лиги конференций УЕФА.

## Достижения
«Заря» (Луганск)
- Бронзовый призёр чемпионата Украины (2): 2020/21, 2022/23